# 善隣協会専門学校 (旧制)
| 善隣協会専門学校 | 善隣協会専門学校               |
| ---------------- | ------------------------------ |
| 創立             | 1935年                         |
| 所在地           | 東京市淀橋区 (現 東京都新宿区) |
| 初代校長         | 井上璞                         |
| 廃止             | 1950年                         |
| 後身校           | 善隣大学                       |
| 同窓会           | 善隣同窓会                     |

善隣協会専門学校（ぜんりんきょうかいせんもんがっこう）は、1935年（昭和10年）4月に設立された旧制専門学校。

## 概要
- 内蒙古における "文化工作" (医療・教育援助など) を担った財団法人善隣協会によって、主に外地で活躍する人材を育てるために設立された。
- 一時期、善隣高等商業学校 (善隣高商) と称したが、他の高等商業学校より語学教育に重点を置いていた。
- 第二次世界大戦中、善隣外事専門学校に転換し、さらに戦後、善隣専門学校と改称した。
- 新制善隣大学 (商学部貿易学科のみの単科大学) の前身校である。
- 第二次世界大戦敗戦までは興亜院・大東亜省から経費が支給されており、授業料は官立専門学校と同レベルだった。空襲で全施設を失い、戦後、国からの援助が無くなるや、学園は経営破綻した。

## 沿革
- 1933年 (昭和8年) 3月： 善隣協会の前身、日蒙協会の設立。初代理事長： 陸軍少将 依田四郎。
- 同 11月： 善隣協会と改称。2代目理事長は 陸軍中将 井上璞 (後の専門学校初代校長)。
- 1934年 (昭和9年) 1月： 財団法人 善隣協会となる。
- 1935年 (昭和10年) 2月20日： 善隣協会専門学校 (修業年限3年、実業専門学校) の設立認可。
- 同 4月： 開校。
  - 1学年の定員50名。厳選したため、第1期入学者は29名。
  - 本科のほか、内モンゴルからの留学生のために特別予科 (修業年限1年) を設置。
  - 第一外国語は支那語・蒙語 (後に露語も) からの選択、第二外国語は英語・支那語・蒙語・露語・土語・西語からの選択。
  - 1年生のみ全寮制とした (後に選択制に変更)。
- 1939年 (昭和14年) 4月： 善隣高等商業学校と改称。
  - 定員150名に増員。
- 1941年 (昭和16年) 10月： 修業年限を 3ヶ月短縮。
- 1942年 (昭和17年) 4月： 修業年限をさらに 3ヶ月短縮。
- 1944年 (昭和19年) 4月： 善隣外事専門学校と改称。
  - 支那科 (定員100名)、蒙古科 (同30名)、露西亜科 (同40名)、安南科 (同10名)、泰科 (同20名)、緬甸科 (同20名)、印度科 (同30名)、比律賓科 (同20名)、馬来科 (同30名)、土耳古科 (同10名)。
- 1945年 (昭和20年) 4月： 空襲で善隣協会事務所・校舎焼失。
- 1947年 (昭和22年) 4月： 善隣専門学校と改称。
  - 文科 (語学系) と経済科の 2科に改組。
  - 新制大学への移行問題勃発。経済的負担の少ない商学部単科での移行を主張する理事会側と、語学科・経済科両方の移行を主張する教授会側とで対立。
- 1948年 (昭和23年) 5月： 理事会、商学部単科での新制大学移行を決定。
- 1949年 (昭和24年) 4月： 新制善隣大学発足。
  - 商学部貿易学科のみ。定員80名に対し、入学者 40数名。
  - 善隣大学はまもなく日本商科大学と改称。
- 1950年 (昭和25年)： 日本商科大学・善隣専門学校ともに廃校。
  - 新制の学生は明治学院大学に、旧制在校生は明治学院専門部に引き継がれた。

## 歴代校長
旧制時代
- 初代： 井上璞 (1935年4月 - 1940年2月) 陸軍中将
- 第2代： 大嶋豊 (1940年2月 - 1946年)

公職追放に遭い、学園再建に携わることができなくなった。後に東洋大学理事長・学長。
1950年の善隣学園の廃校後も、何度か再興を試みたが果たせず、1978年12月死去。
- 校長事務取扱： 本荘可宗 (1946年 - )
- 校長事務取扱： 森戸辰男 ( - 1947年6月)

文部大臣に就任のため辞任。
- 校長事務取扱： 北浦藤郎 (1947年6月 - )
- 理事：野副金次郎

新制時代
- 初代： 菊池義郎

## 校地
- 戸山校地 (1935年4月 - 1945年4月)

東京市淀橋区西大久保4丁目170番地の39 (当時)。陸軍戸山ヶ原演習場に隣接し、現在の保善高等学校の付近に位置した。校地は狭く、陸軍演習場を運動場として借用することにより、学校の設立許可を得たという (校長が軍人のため借用許可が得られた)。1945年4月の空襲で焼失し、隣接する東京植民貿易語学校、東京保善商業学校 (現 保善高等学校) の校舎を間借り。
- 馬絹台校地 (1946年3月 - 1950年)

川崎市溝ノ口の陸軍 東部62部隊跡。兵舎跡などを整備して使用。現在の川崎市高津区梶ケ谷1丁目の虎ノ門病院分院付近。まだ東急田園都市線が存在しない時代で、最寄りの駅は南武線武蔵溝ノ口駅。交通の不便なことが、学園の死期を早めた。
日本商科大学と善隣専門学校の廃校後は明治学院の施設（大学学生寮および中学校の職業家庭科分教場）として1955年まで使用された。

## 関連書籍
- 善隣会編『善隣協会史 －内蒙古における文化活動－』(1981年7月)
- 善隣同窓会学園史編集委員会編『善隣学園史物語』(1985年6月)